# Heterocallia hepaticata
Heterocallia hepaticata är en fjärilsart som beskrevs av Swinhoe 1894. Heterocallia hepaticata ingår i släktet Heterocallia och familjen mätare. Inga underarter finns listade i Catalogue of Life.